# Eurysternus ventricosus
Eurysternus ventricosus là một loài bọ cánh cứng trong họ Bọ hung (Scarabaeidae).